# Юбілейний сільський округ (Єсільський район)
Юбіле́йний сільський округ (каз. Юбилейное ауылдық округі, рос. Юбилейный сельский округ) — адміністративна одиниця у складі Єсільського району Акмолинської області Казахстану. Адміністративний — село Юбілейне.
Населення — 534 особи (2021; 988 у 2009, 1133 у 1999, 1610 у 1989).
Станом на 1989 рік існували Єйська сільська рада (селище Єйський), Маяківська сільська рада (село Інтернаціональне) та Юбілейна сільська рада (село Юбілене). 1993 року вони разом утворили Інтернаціональний сільський округ. 2000 року округ був розділений на три: Єйський сільський округ, Інтернаціональний сільський округ та Юбілейний сільський округ. 2009 року ліквідований Єйський сільський округ увійшов до складу Біртальського сільського округу, село Єйське стало його центром; до складу Юбілейного сільського округу увійшов ліквідований Інтернаціональний сільський округ (село Інтернаціональне). 2013 року ліквідований Біртальський сільський округ був розділений між Юбілейним сільським округом (відійшло село Єйське) та відновленим Інтернаціональним сільським округом (відійшли села Алматінське та Біртал); при цьому зі складу Юбілейного сільського округу до Інтернаціонального сільського округу було передано село Інтернаціональне.

## Склад
До складу округу входять такі населені пункти:
| Населений пункт | Населення, осіб (1989) | Населення, осіб (1999) | Населення, осіб (2009) | Населення, осіб (2021) |
| --------------- | ---------------------- | ---------------------- | ---------------------- | ---------------------- |
| Єйське, село    | 783                    | 445                    | 357                    | 87                     |
| Юбілейне, село  | 827                    | 688                    | 631                    | 447                    |